# 1952 год в спорте
Список 1952 год в спорте описывает спортивные события, произошедшие в 1952 году.

## СССР
- Чемпионат СССР по боксу 1952;[1]
- Чемпионат СССР по классической борьбе 1952;
- Чемпионат СССР по самбо 1952;
- Чемпионат СССР по шахматам 1952;
- Чемпионат СССР по баскетболу среди женщин 1952;
- Чемпионат СССР по баскетболу среди мужчин 1952;
- Чемпионат СССР по волейболу среди женщин 1952;
- Чемпионат СССР по волейболу среди мужчин 1952;
- Чемпионат СССР по лёгкой атлетике 1952;
- Чемпионат СССР по хоккею с мячом 1952;
- Личный чемпионат СССР по шахматной композиции 1952.

### Футбол
- Чемпионат СССР по футболу 1952;[2]
- Кубок СССР по футболу 1952;
- Созданы футбольные клубы:
  - Луч-Энергия;
  - «Маяк» (Волгодонск);
  - «Маяк» (Кирсово);
  - «Мотор» (Заволжье);
  - «Нефтчи» (Кочкор-Ата);
  - «Энергия» (Новая Каховка).

### Хоккей
- Чемпионат СССР по хоккею с шайбой 1951/1952;
- Чемпионат СССР по хоккею с шайбой 1952/1953;

## Международные события

### Зимние Олимпийские игры 1952
- Горнолыжный спорт;
- Конькобежный спорт;
- Лыжные гонки;
  - 10 км (женщины);
- Прыжки с трамплина;
- Фигурное катание;
- Хоккей;
- Хоккей с мячом;
- Медальный зачёт на зимних Олимпийских играх 1952;
- Призёры зимних Олимпийских игр 1952;
- Бислетт;

### Летние Олимпийские игры 1952
- Академическая гребля;
- Баскетбол;
- Бокс;
- Борьба;
- Велоспорт;
- Водное поло;
- Гребля на байдарках и каноэ;
- Лёгкая атлетика;
- Конный спорт;
- Парусный спорт;
- Песапалло;
- Плавание;
- Прыжки в воду;
- Современное пятиборье;
- Спортивная гимнастика;
- Стрельба;
- Тяжёлая атлетика;
- Фехтование;
- Футбол;
  - Матчи СССР — Югославия;
- Хоккей;
- Итоги летних Олимпийских игр 1952 года;

### Чемпионаты Европы
- Чемпионат Европы по фигурному катанию 1952;

### Чемпионаты мира
- Чемпионат мира по волейболу среди женщин 1952;
- Чемпионат мира по волейболу среди мужчин 1952;
- Чемпионат мира по конькобежному спорту в классическом многоборье 1952;
- Чемпионат мира по конькобежному спорту в классическом многоборье среди женщин 1952;
- Чемпионат мира по стрельбе 1952;
- Чемпионат мира по фигурному катанию 1952;
- Чемпионат мира по хоккею с шайбой 1952;

### Шахматы
- Межзональный турнир по шахматам 1952;
- Турнир претенденток по шахматам 1952;
- Шахматная олимпиада 1952.

### Футбол
- Созданы клубы:
  - Аделаида Хорватия Рейдерс
  - Пакш
  - Мбабане Хайлендерс
  - Бексли Юнайтед
  - Младост

## Персоналии

### Родились
- 4 июня — Михаил Николаевич Кузнецов, советский спортсмен (академическая гребля), олимпийский чемпион (1976).
- 28 июня — Пьетро Меннеа, итальянский спринтер, олимпийский чемпион 1980 года на дистанции 200 метров († 2013).
- 5 октября — Владимир Михайлович Невзоров, советский дзюдоист и самбист, чемпион летних Олимпийских игр (Монреаль, 1976) по дзюдо.